# Teorema de Bertrand

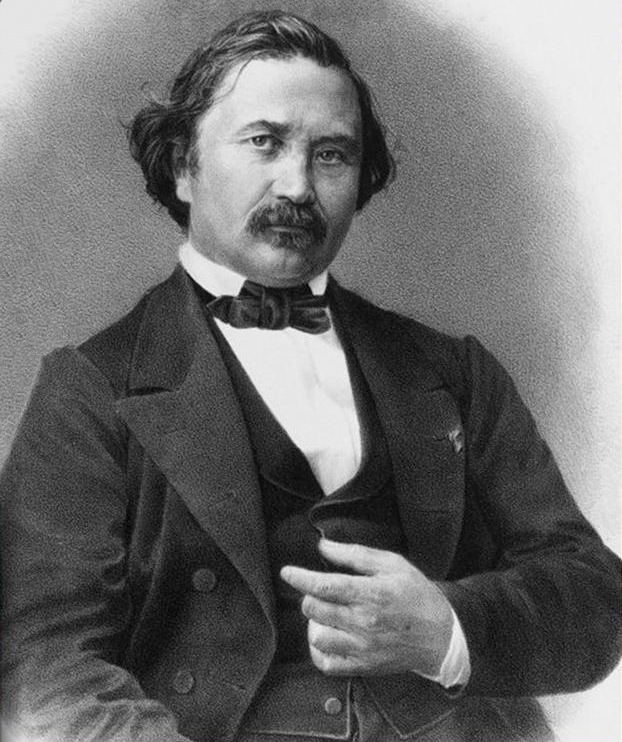
Joseph Bertrand

En mecánica clásica, el teorema de Bertrand establece que, entre los potenciales de fuerzas centrales con órbitas estables, solo hay dos tipos con la propiedad de que todas las órbitas que producen son cerradas. Estos dos son:
1. Una fuerza central de la inversa del cuadrado, tales como el potencial gravitatorio o electrostático:
{\displaystyle V(\mathbf {r} )={\frac {-k}{r}},}
2. El potencial del oscilador armónico simple:
{\displaystyle V(\mathbf {r} )={\frac {1}{2}}kr^{2}.}

El teorema fue descubierto por Joseph Bertrand (1822-1900).